# 马宗林
马宗林（1957年—），山东苍山人，汉族，中华人民共和国政治人物，第十一届全国人民代表大会北京地区代表。
毕业于中国科学院研究生院。中国共产党党员，中国水电总经理。2008年，当选为全国人大代表。